# Brachyhesma wyndhami
Brachyhesma wyndhami är en biart som beskrevs av Exley 1968. Brachyhesma wyndhami ingår i släktet Brachyhesma och familjen korttungebin. Inga underarter finns listade.

## Bildgalleri

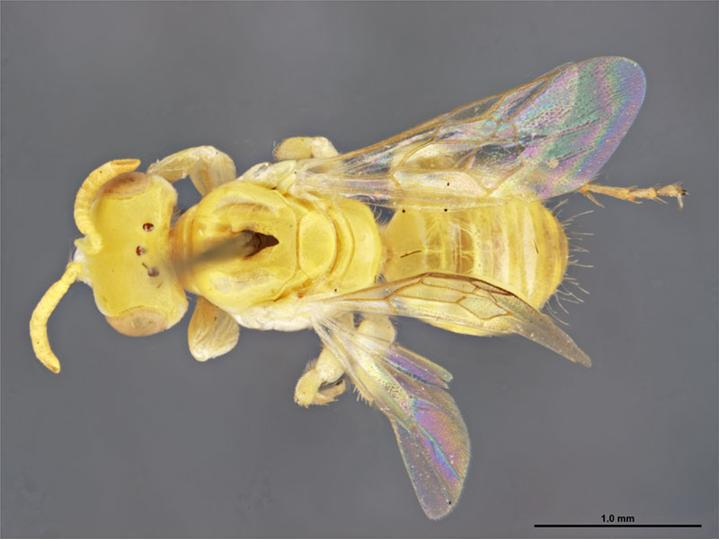